# LGV Xi'an - Chengdu
La LGV Xi'an - Chengdu est une ligne à grande vitesse (LGV) chinoise. Située entre la province du Shaanxi, dont la capitale est Xi'an et celle du Sichuan, dont la capitale est Chengdu. Elle est reliée à la LGV Chengdu - Mianyang - Leshan en gare de Chengdu, avant d'arriver à la gare Chengdu-Est.

## Histoire
Les tests de la ligne ont été effectués le 22 novembre 2017. Il s'agit de la première LGV à passer au travers des Monts Qinling.

## Caractéristiques
Sur une longueur de 683 kilomètres, la ligne qui comporte une double voie à écartement standard dessert ? gares.